# Río Gilgit
El río Gilgit (en urdu: دریائے  گلگت) es un río  que discurre por el subcontinente Indio, un afluente del río Indo en su curso alto. Discurre por Gilgit-Baltistán, la parte de la región de Cachemira pakistaní y pasa por la ciudad de Gilgit (10.414 habitantes en 2007), que le da nombre y que también es la capital de Gilgit-Baltistán. Tiene una longitud de 450 km. 
El río nace en el lago Shandoor (3.718 m), cerca de la frontera con el estado pakistaní de Frontera del Noroeste. Fluye en dirección este durante todo su curso, hasta unirse pasada Shimrot, al río Indo por su margen derecha.
- Datos: Q965543
- Multimedia: Gilgit River / Q965543